# NGC 789
NGC 789 è una galassia a spirale situata nella costellazione del Triangolo, a una distanza di circa  241 milioni di anni luce dalla nostra Via Lattea.

## Scoperta
La galassia è stata scoperta il 24 agosto 1865 dall'astronomo prussiano Heinrich d'Arrest.

## Descrizione
NGC 789 presenta una larga riga a 21 cm dell'idrogeno neutro.

## Gruppo di NGC 777
NGC 789 fa parte del Gruppo di NGC 777. Questo gruppo comprende almeno 13 galassie, tra cui NGC 750, NGC 751, NGC 761, NGC 777, NGC 783 e NGC 785.

## Supernova
Il 1 marzo 2004, all'interno di NGC 789 è stata scoperta la supernova SN 2004ad  dall'astronomo amatoriale britannico Mark Armstrong. Non è stato possibile determinare a quale tipologia appartenesse la supernova.